# Praunheim Memoires
Praunheim Memoires ist ein deutscher autobiografischer Dokumentarfilm von Rosa von Praunheim aus dem Jahr 2014.

## Handlung
Rosa von Praunheims autobiografischer Dokumentarfilm führt den Regisseur zurück in die Stadt, in der er nach seiner Kindheit in der lettischen Hauptstadt Riga und im brandenburgischen Teltow aufgewachsen ist, und deren Stadtteil  Praunheim er in seinem Künstlernamen trägt: Frankfurt am Main. Dort trifft von Praunheim alte Weggefährten und Freunde, besucht aber auch Orte, die sich heute in ihrer Bedeutung für ihn völlig gewandelt haben. Die filmische Spurensuche wird kombiniert mit Material aus den Arbeiten und dem Leben des Regisseurs. Auf diese Weise entsteht ein doppeltes Porträt – das einer Stadt und eines Stadtteils und das eines Filmemachers, der von ihnen geprägt wurde. Zu von Praunheims Interviewpartner gehören zum Beispiel einer seiner ehemaligen Lehrer an der Wöhlerschule und die Moderatorin Sonya Kraus, die ebenfalls aus Frankfurt-Praunheim stammt. Zwischen den Dokumentarteilen sind Spielszenen aus von Praunheims Jugend eingefügt, die der Regisseur mit Mitgliedern der Band Baby of Control inszenierte. Die Band hat sich an der Hochschule für Gestaltung Offenbach am Main formiert, an der von Praunheim ein Jahr lang studiert hatte.

## Notizen
Der Film eröffnete 2014 das Lichter Filmfest und wurde unter anderem 2015 als Double Feature mit der Premiere von Rosa von Praunheims Kurzfilm Laura - Das Juwel von Stuttgart beim Queer Filmfestival Nürnberg gezeigt. Die Berlin-Premiere fand Anfang Januar 2015 kurz vor dem offiziellen Kino-Start im großen Saal der Volksbühne Berlin statt. Im Fernsehen wurde der Film erstmals 2015 im HR gezeigt.

## Rezeption
Der Film wurde von der Kritik positiv besprochen: „Dies ist ein so unprätentiöser, wie aufschlussreicher Rückblick in Rosa von Praunheims Zeit als junger Erwachsener im Rhein-Main Gebiet, das sich in der damaligen Zeit in einer Phase großer gesellschaftlicher Umbrüche befand.“ (Gregor Torinus, Spielfilm.de) Auch das dem Stadtteil Praunheim und seiner Bewohner zugewandte Auftreten des Regisseurs wurde gelobt: „Als Film der Dankbarkeit markiert Praunheim Memoires eine neue Stufe des Emanzipationsdiskurses: Wirklich frei sind wir erst, wenn wir auch den Zwang abschütteln, uns von unserer Herkunft distanzieren zu müssen.“ (Berliner Zeitung)